# Ракобольская, Ирина Вячеславовна
Ири́на Вячесла́вовна Ракобо́льская (22 декабря 1919, Данков — 22 сентября 2016, Москва) — советская и российская учёная-физик, доктор физико-математических наук, профессор кафедры космических лучей и физики космоса физического факультета МГУ, заслуженный деятель науки РСФСР.

## Биография
Родилась в семье учителя физики Вячеслава Афиногеновича Ракобольского. Окончила в 1938 году опытно-показательную школу им. Радищева и поступила на физический факультет МГУ.
В октябре 1941 года с 4-го курса физфака добровольно ушла в Красную армию, была зачислена в числе семнадцати студенток университета в авиагруппу № 122 и направлена в Энгельсскую военную авиационную школу. После окончания школы, в 1942 году, была назначена начальником штаба 588-го (в дальнейшем — 46-го гвардейского Таманского орденов Красного Знамени и Суворова) авиаполка ночных бомбардировщиков. С мая 1942 года и до конца войны участвовала в боевых действиях на различных фронтах Великой Отечественной войны.
В апреле 1946 года в звании гвардии майора была демобилизована и вернулась на 4-й курс ядерного отделения физического факультета, вышла замуж за адъюнкта Академии имени Жуковского Дмитрия Павловича Линде (1919—2006).
Окончила физический факультет в 1949 году, защитив дипломную работу «d-электроны, образованные мюонами космических лучей», выполненную под руководством В. И. Векслера и Г. Т. Зацепина.
В 1950—1963 годах работала ассистентом, в 1963—1977 годах — доцентом и с 1977 года — профессором кафедры космических лучей физического факультета МГУ.
В 1968 году она создала в НИИЯФ МГУ лабораторию космического излучения сверхвысоких энергий и руководила ею до 1991 года. В 1968 году в подземном помещении Московского метрополитена под её руководством была построена уникальная установка из 144 многослойных свинцовых рентгенэмульсионных камер (РЭК), на которой было определено эффективное сечение генерации чарма при энергии нуклона порядка 100 ГэВ. По результатам экспозиции РЭК на Памире было исследовано необычное явление — компланарный разлет вторичных частиц. Были установлены энергетический порог и энергетическая зависимость этого нового явления.
С 1971 года — заместитель заведующего кафедрой космических лучей и физики космоса. За время работы в МГУ читала спецкурсы по физике космических лучей, общий курс ядерной физики на физическом и геологическом факультетах, вела практические занятия по ядерной физике и физике космических лучей.
Всю научную работу вела под руководством или совместно с академиком Г. Т. Зацепиным.
В 1962 году защитила диссертацию на соискание учёной степени кандидата физико-математических наук по теме «Исследование энергетических характеристик электронно-фотонной компоненты широких атмосферных ливней вблизи оси ливня»; в 1975 году защитила диссертацию на соискание учёной степени доктора физико-математических наук по теме «Генерация мюонов высокой энергии в космических лучах». Имеет около 300 опубликованных работ, среди них учебник по ядерной физике и 6 монографий.
Участвовала в международном сотрудничестве «Памир», в совместном российско-японском эксперименте RUNJOB. Под её руководством защищено 15 кандидатских диссертаций и 4 докторских по совместным работам.
Большую научно-педагогическую работу на кафедре она всегда совмещала (на общественных началах) с большой общеуниверситетской работой. С 1966 по 1990 годы одновременно была деканом факультета повышения квалификации преподавателей вузов. За 24 года на нем обучалось более 80 тысяч человек. За организацию работы факультета повышения квалификации была награждена золотой медалью ВДНХ. В 1987—1997 годах являлась председателем Союза женщин МГУ, затем — членом Ученого совета МГУ, Ученого совета физического факультета, Научного совета по космическим лучам РАН.
В последнее время продолжала заниматься научной работой, воспитывать студентов и аспирантов, читать лекционные курсы.
Похоронена на Новодевичьем кладбище рядом с мужем.

### Семья
В браке с Д. П. Линде у Ракобольской родилось двое детей:
- Андрей Линде — физик-теоретик, автор работ по космологии
- Николай Линде — психолог, автор аналитически-действенного направления психотерапии (эмоционально-образная терапия)

## Награды
- Имела награды: орден Красного Знамени, орден Красной Звезды, орден Отечественной войны 1 и 2 степеней (дважды), орден «Знак Почёта» и многие медали.
- «Заслуженный деятель науки РСФСР» (1990).
- «Заслуженный профессор МГУ» (1994).
- «Заслуженный Соросовский профессор» (1995).

## Цитаты
Первый приказ, который мы выслушали, стоя в строю ранним утром 26 октября на перроне вокзала в Энгельсе, был приказ по авиагруппе 122 о всеобщей стрижке «под мальчика» и «волосы спереди до пол-уха». Наши волосы стали похожи на паклю, в мятых длинных шинелях мы мало походили на армейское соединение. Косы можно было оставить только с личного разрешения Расковой. Но разве могли мы, девчушки, обращаться к известной солидной женщине с такими пустяками, как косы! И в тот же день наши волосы легли пестрым ковром на пол гарнизонной парикмахерской. Прошло более 60 лет, но мои волосы и до сих пор «спереди до пол-уха».

## Основные работы
- Исследование мюонов сверхвысоких энергий. — М: Наука, 1975. — 210 с.
- Учебник по ядерной физике. — 2-е изд., доп. и перераб. — М.: Изд-во МГУ, 1981. — 280 с.
- Взаимодействие адронов космических лучей сверхвысоких энергий. — М.: Изд. МГУ, 2000. — 250 с.
- Нас называли ночными ведьмами. — М.: Изд. МГУ, 2002. — 320 с.